# Liste der Einträge im National Register of Historic Places im Summers County
Diese Liste der Einträge im National Register of Historic Places im Summers County enthält alle im Summers County, West Virginia in das National Register of Historic Places eingetragenen Gebäude, Bauwerke, Objekte, Stätten oder historischen Distrikte.
Diese Liste entspricht dem Bearbeitungsstand des National Park Service/National Register of Historic Places vom 27. September 2024.

## Legende
| NRHP | Historic Place             |
| HD   | National Historic District |

## Aktuelle Einträge
| [ 2 ] | Name                                  | Bild                                  | Eintragsdatum                                    | Lage | Ort            | Beschreibung |
| ----- | ------------------------------------- | ------------------------------------- | ------------------------------------------------ | --- | -------------- | ------------ |
| 1     | Cooper’s Mill                         |                                       | 25. Juli 2001 ID-Nr. 01000775                    | an der Ellison Ridge Rd. (County Route 27) 37° 36′ 20,9″ N, 80° 58′ 40,1″ W                                                    | Jumping Branch |              |
| 2     | Col. James Graham House               | Col. James Graham House               | 16. März 1976 ID-Nr. 76001946                    | südwestlich von Lowell an der West Virginia Route 3 37° 39′ 6,8″ N, 80° 43′ 52″ W                                              | Lowell         |              |
| 3     | Samuel Gwinn Plantation               | Samuel Gwinn Plantation               | 8. März 1989 ID-Nr. 88002956                     | County Route 15 37° 38′ 55″ N, 80° 43′ 35″ W                                                                                   | Lowell         |              |
| 4     | Hilltop Cemetery                      |                                       | 25. Okt. 2021 ID-Nr. 100006824                   | Elk Knob Rd., East Hill Cir. und Tomkies Ln. 37° 40′ 16,3″ N, 80° 53′ 1,3″ W                                                   | Hinton         |              |
| 5     | Hinton Historic District              | weitere Bilder                        | 17. Feb. 1984 ID-Nr. 05000661 84003670, 05000661 | zwischen der Chesapeake & Ohio Eisenbahnstrecke, der James St., 5th Ave., Roundhouse und Hill St. 37° 40′ 25″ N, 80° 53′ 11″ W | Hinton         |              |
| 6     | Jordan's Chapel                       | Jordan's Chapel                       | 22. Feb. 1980 ID-Nr. 80004042                    | nordwestlich von Pipestem an der County Route 18 37° 32′ 46″ N, 80° 57′ 38,2″ W                                                | Pipestem       |              |
| 7     | Pence Springs Hotel Historic District | Pence Springs Hotel Historic District | 27. Feb. 1985 ID-Nr. 85000404                    | zwischen der Buggy Branch, Buggy Branch Rd., West Virginia Route 3 und Pence Springs Access Rd. 37° 41′ 3,8″ N, 80° 43′ 9,8″ W | Pence Springs  |              |
| 8     | Summers County Courthouse             | weitere Bilder                        | 2. März 1981 ID-Nr. 81000608                     | Ballengee St. und 1st Avenue 37° 40′ 19,9″ N, 80° 53′ 29″ W                                                                    | Hinton         |              |